# 濱海省 (貝寧)
濱海省是貝寧的12個省份之一，位於該國南端，下分1縣，首府科托努，北面和西面是大西洋省，東臨韋梅省，南接几內亞灣，面積79平方公里，2013年人口67万。